# Університет Матея Бела
Університет Матея Бела  (словац. Univerzita Mateja Bela) — університет у центрі словацького міста Банська Бистриця, названий на честь Матея Бела, видатного словацько-угорського науковця 18 століття.
Створений 1 липня 1992 шляхом злиття двох філій Братиславського технічного університету та Братиславського Університету Коменського; відкритий 23 жовтня 1992. 
Факультети:
- економічний факультет
- факультет філософії
- факультет політичних наук та міжнародних відносин
- факультет природничих наук
- педагогічний факультет
- юридичний факультет
- спортивний факультет

В університеті проводяться спеціалізовані студії про терористичну діяльність спеціальних служб Радянського Союзу.